# 2005 en musique classique
| \| • Retour à la chronologie générale de la musique classique • \| |
| Grèce • Rome • Haut Moyen Âge • VIIIe siècle • IXe siècle • Xe siècle • XIe siècle XIIe siècle • XIIIe siècle • XIVe siècle • XVe siècle • XVIe siècle • XVIIe siècle XVIIIe siècle • XIXe siècle • XXe siècle • XXIe siècle |
| • Retour à la chronologie générale de la musique classique • |

| Années en musique classique : 2002 - 2003 - 2004 - 2005 - 2006 - 2007 - 2008    |
| Décennies en musique classique : 1970 - 1980 - 1990 - 2000 - 2010 - 2020 - 2030 |

## Événements

### Créations
- 20 janvier :  la Symphonie no 7 de  Philip Glass, créée au Kennedy Center par l'Orchestre national des États-Unis sous la direction de Leonard Slatkin.
- 1er février : Palimpseste de Marc-André Dalbavie (3e version), par l'ensemble L'Itinéraire sous la direction du compositeur, dans le cadre du Festival Présences de Radio France à Paris.
- 15 février : La sindone pour orchestre d'Arvo Pärt, créé lors du festival de Turin par l'Orchestre symphonique national estonien dirigé par Olari Elts.
- 8 mars : Julie, opéra de Philippe Boesmans, à La Monnaie de Bruxelles.
- 11 mars : Da pacem Domine pour chœur mixte ou chœur et orchestre à cordes d'Arvo Pärt, créé à Madrid.
- 12 mars : La Conquista, opéra de Lorenzo Ferrero, créé au Théâtre national de Prague.
- 26 juin : la Symphonie no 8 de Krzysztof Penderecki, créée par l'orchestre philharmonique du Luxembourg sous la direction de Bramwell Tovey.
- 1er octobre : Doctor Atomic, opéra de John Adams, créé par le San Francisco Opera.
- 2 novembre : la Symphonie no 8 de Philip Glass créée à la Brooklyn Academy of Music par le Bruckner Orchester de Linz dirigé par Dennis Russell Davies.

### Autres
- 1er janvier : concert du nouvel an de l'orchestre philharmonique de Vienne au Musikverein, dirigé par Lorin Maazel.
- 14 janvier : Inauguration du nouvel opéra de Copenhague (Danemark).

## Prix
- 21 octobre : Rafał Blechacz, jeune pianiste polonais de 20 ans obtient le premier prix du XVe Concours international de piano Frédéric-Chopin de Varsovie. Outre cette prestigieuse récompense, il a été gratifié de trois prix spéciaux : « meilleure performance pour une mazurka », « meilleure performance pour une polonaise » et « meilleure performance pour un concerto ».
- Sergey Khachatryan obtient le 1er prix de violon du Concours musical international Reine Élisabeth de Belgique.
- Henri Dutilleux reçoit le Prix Ernst von Siemens.
- Dietrich Fischer-Dieskau reçoit le Prix Polar Music.
- Sir Charles Mackerras reçoit la première Queen's Medal for Music.
- Ievgueni Kissine reçoit le Prix musical Herbert von Karajan.
- Le Dresdner Kreuzchor reçoit le Prix Brahms.
- Martha Argerich reçoit le Praemium Imperiale.
- John Eliot Gardiner reçoit le Léonie Sonning Music Award.
- Olga Neuwirth reçoit le Prix de la ville de Vienne pour la musique.
- George Tsontakis reçoit le Grawemeyer Award pour son Concerto pour violon no 2.
- Nicolas Bacri est lauréat du grand prix lycéen des compositeurs.
- Toti Soler reçoit le Prix national de musique de Catalogne.

## Décès

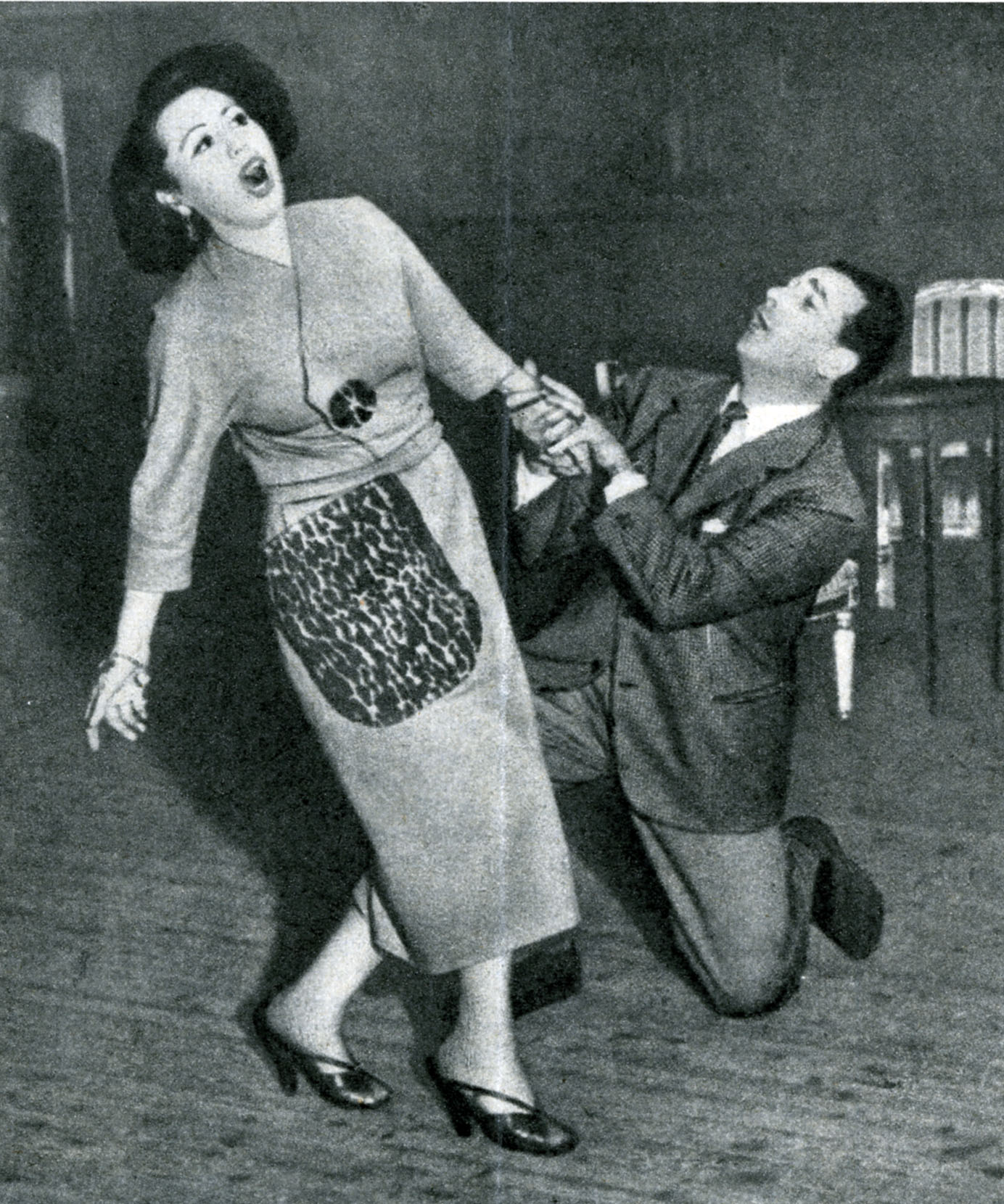
Margherita Carosio

Victoria de los Ángeles

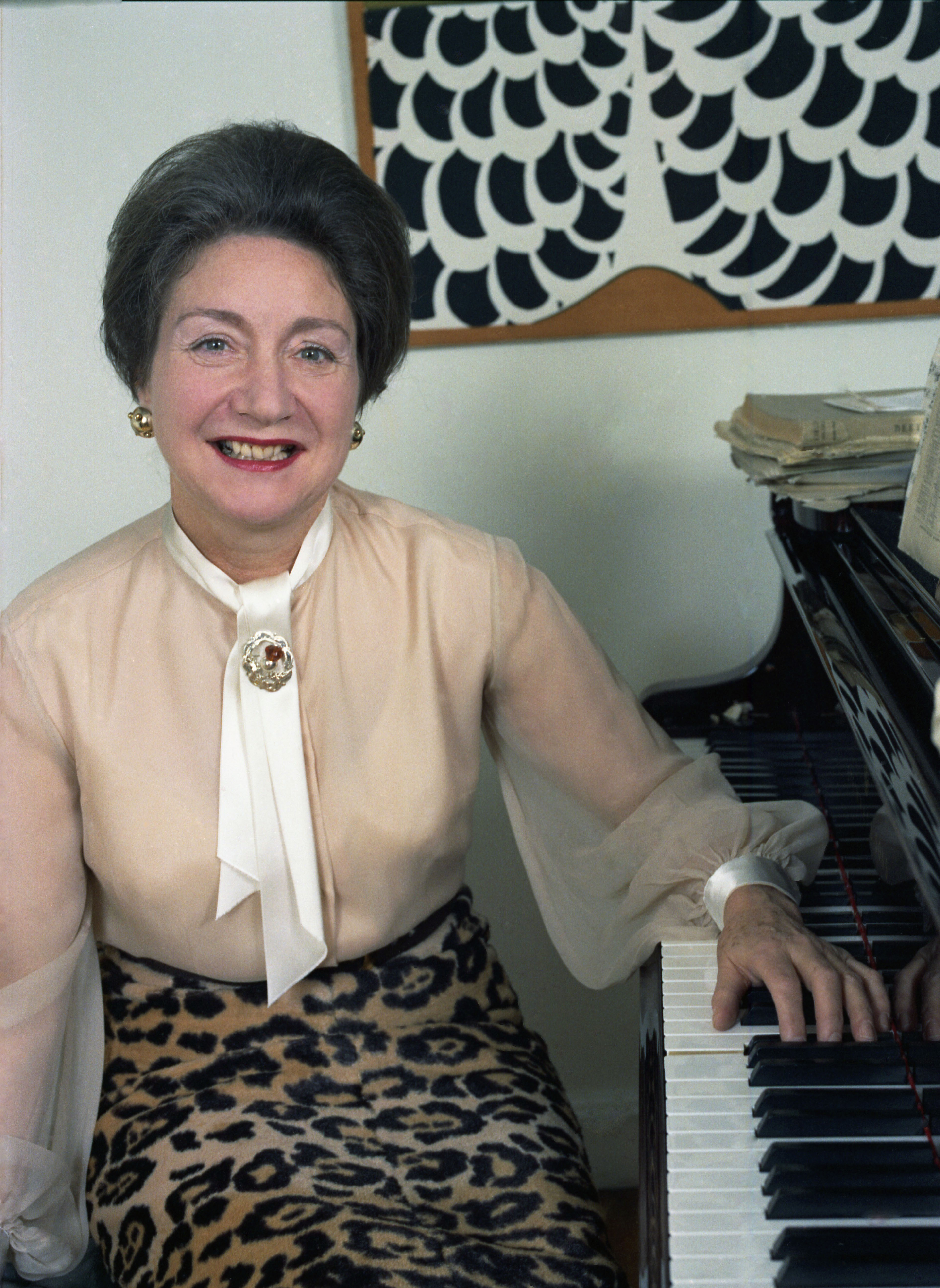
Moura Lympany

- 6 janvier : Veli Mukhatov, compositeur soviétique turkmène (° 5 mai 1916).
- 7 janvier : Joseph Reveyron, organiste et compositeur français (° 2 septembre 1917).
- 10 janvier : Margherita Carosio, cantatrice italienne (° 7 juin 1908).
- 11 janvier :
  - Pierre-Philippe Bauzin, organiste, improvisateur et compositeur français (° 12 avril 1933).
  - Mohamed Saâda, musicologue, chef d'orchestre et compositeur tunisien (° 22 juillet 1937).
- 13 janvier : Nell Rankin, mezzo-soprano américaine (° 3 janvier 1924).
- 14 janvier : Edwin Bélanger, violoniste, chef d'orchestre, chef de musique militaire, arrangeur, pédagogue et marchand de musique québécois (° 18 novembre 1910).
- 15 janvier : Victoria de los Ángeles, soprano espagnole (° 1er novembre 1923).
- 22 janvier : Jacques Millon, clarinettiste basse français (° 5 août 1933).
- 24 janvier : June Bronhill, soprano australienne (° 26 juin 1929).
- 26 janvier : Ricard Viladesau, soliste (° 18 janvier 1918).
- 28 janvier : János Komives, compositeur et chef d'orchestre français (° 11 décembre 1932).
- 1er février : Franco Mannino, pianiste, directeur d'opéra, compositeur de musique de film, dramaturge et romancier italien (° 25 avril 1924).
- 6 février :
  - Lazar Berman, pianiste soviétique (° 26 février 1930).
  - Karl Haas, pianiste, compositeur et chef d'orchestre allemand (° 6 décembre 1913).
- 8 février : Szymsia Bajour, violoniste polono-argentin (° 4 avril 1928).
- 11 février : Dénes Kovács, violoniste hongrois (° 18 avril 1930).
- 13 février : Sixten Ehrling, chef d'orchestre suédois (° 3 avril 1918).
- 16 février : Marcello Viotti, chef d'orchestre et violoniste suisse (° 29 juin 1954).
- 21 février : Josef Metternich, chanteur lyrique allemand (° 2 juin 1915).
- 5 mars : Sergiu Comissiona, chef d'orchestre roumain (° 16 juin 1928).
- 9 mars : Meredith Davies, organiste et chef d'orchestre britannique (° 30 juillet 1923).
- 13 mars : Yoshihisa Taïra, compositeur japonais (° 3 juin 1937).
- 15 mars : Henri-Emmanuel Koch, violoniste belge (° 4 juin 1930).
- 16 mars : Timofeï Dokchitser, trompettiste soviétique (° 13 décembre 1921).
- 17 mars : Theodor Uppman, baryton américain (° 12 janvier 1920).
- 18 mars : Gary Bertini, chef d'orchestre israélien  (° 1er mai 1927).
- 21 mars : Stanley Sadie, musicologue britannique, spécialiste de Wolfgang Amadeus Mozart (° 30 octobre 1930).
- 28 mars : 
  - Moura Lympany, pianiste britannique (° 18 août 1916).
  - Paavo Rautio, chef d'orchestre et violoniste finlandais (° 23 mars 1924).
- 2 avril : Berthe di Vito-Delvaux, compositrice belge (° 17 mai 1915).
- 6 avril : André Luy, organiste suisse (° 12 janvier 1927).
- 10 avril : Norbert Brainin, violoniste britannique (° 12 mars 1923).
- 23 avril : Robert Farnon, compositeur, chef d'orchestre, arrangeur et trompettiste canadien (° 24 juillet 1917).
- 29 mai : George Rochberg, compositeur américain (° 5 juillet 1918).
- 30 mai : Jean Bauer, luthier français (° 23 janvier 1914).
- 6 juin : Siegfried Palm, violoncelliste allemand (° 25 avril 1927).
- 8 juin : Erich Schmidt, organiste et chef de chœur allemand (° 6 août 1910).
- 10 juin : Michèle Auclair, violoniste et pédagogue française (° 16 novembre 1924).
- 11 juin :
  - Francesco Albanese, ténor lyrique italien (° 13 août 1912).
  - Ghena Dimitrova, soprano bulgare naturalisée italienne (° 6 mai 1941).
- 13 juin : David Diamond, compositeur américain (° 9 juillet 1915).
- 14 juin : Carlo Maria Giulini, chef d'orchestre italien (° 9 mai 1914).
- 30 juin : Alexei Sultanov, pianiste russo-américain d'origine ouzbèke (° 7 août 1969).
- 4 juillet : Thomas Kakuska, altiste autrichien, membre du Quatuor Alban-Berg (° 25 août 1940).
- 6 juillet : Richard Verreau, ténor canadien (° 1er janvier 1926).
- 7 juillet : Amand Blanquer, compositeur espagnol (° 5 février 1935).
- 8 juillet : Maurice Baquet, violoncelliste, alpiniste, acteur de théâtre et de cinéma français (° 26 mai 1911).
- 10 juillet : Serge Lancen, pianiste et compositeur français (° 5 novembre 1922).
- 12 juillet : Piero Cappuccilli, baryton italien (° 9 novembre 1929).
- 21 juillet : Tamara Lund, soprano et comédienne finlandaise (° 6 janvier 1941).
- 29 juillet : Francis Miroglio, compositeur français (° 12 décembre 1924).
- 13 août : Arnold Cooke, compositeur britannique (° 4 novembre 1906).
- 14 août : Beverly Wolff, mezzo-soprano américaine (° 6 novembre 1928).
- 22 août :
  - Luc Ferrari, compositeur français (° 5 février 1929).
  - Henri Génès, acteur et chanteur français (° 2 juillet 1919).
- 31 août : Sophie Watillon, gambiste belge (° 7 décembre 1965).
- 1er septembre : Lothar Faber, hautboïste allemand (° 7 février 1922).
- 11 septembre : Carin Malmlöf-Forssling, organiste, chef de chœur et compositrice suédoise (° 6 mars 1916).
- 15 septembre : Jeronimas Kačinskas, compositeur américain d’origine lituanienne (° 17 avril 1907).
- 19 septembre : William Vacchiano, trompettiste et pédagogue américain (° 23 mai 1912).
- 6 octobre : Jiří Válek, compositeur tchèque (° 28 mai 1923).
- 4 novembre : Bohumil Gregor, chef d'orchestre tchèque (° 14 juillet 1926).
- 6 novembre : Francesco De Masi, compositeur de musiques de films et chef d'orchestre italien (° 11 janvier 1930).
- 10 novembre : Gardner Read, compositeur et musicographe américain (° 2 janvier 1913).
- 15 novembre : Denise Roger, pianiste et compositrice française (° 21 janvier 1924).
- 16 novembre : Simone Couderc, cantatrice française (° 3 juin 1911).
- 20 novembre : James King, ténor américain (° 22 septembre 1925).
- 23 novembre : Josef Horák, clarinettiste basse tchèque (° 24 mars 1931).
- 8 décembre : Donald Martino, compositeur américain (° 16 mai 1931).
- 9 décembre : György Sándor, pianiste hongrois (° 21 septembre 1912).
- 20 décembre : Gilles Cagnard, musicien, compositeur et chef d'orchestre français (° 16 janvier 1946).
- 24 décembre : Georges Danion, facteur d’orgue français (° 28 janvier 1922).
- 25 décembre : Birgit Nilsson, soprano dramatique suédoise (° 17 mai 1918).

### Date indéterminée
- Claudine Perretti, pianiste suisse (° 8 juin 1934).